# 소타 가즈키
소타 가즈키(일본어: 曽田 一騎, 2000년 1월 9일~)는 일본의 축구 선수이다.

## 구단 경력
그는 2022년 일본 지역 리그의 후쿠야마 시티 FC에 입단했다. 2023년 J3리그의 에히메 FC로 이적했다. 2023년 J3리그 우승으로 J2리그로 승격했다. 2024년까지 20경기에 출전하여, 3득점을 넣었다. 2025년 J3리그의 FC 류큐로 이적했다.